# 프란체스코 데 무라
프란체스코 데 무라(Francesco de Mura, 1696년 4월 21일 ~ 1782년 8월 19일)는 이탈리아 나폴리 출신의 후기 바로크 시대 화가이다. 나폴리와 토리노에서 활동하였다. 그의 후기 작품들은 신고전주의를 반영하고 있다.
프란체스코 솔리메나 밑에서 배웠고, 도메니코 비올라(Domenico Viola), 마티아 프레티(Mattia Preti)와 동시대의 화가이다.

## 화랑
- Allegory of the power of love
(바르샤바 왕궁)
- Aurora e Titone
(카포디몬테 박물관)
- 여동생을 죽이는 호라티우스
(개인 소장)

## 참고 문헌
- Hobbes, James R. (1849). “Picture collector's manual; Dictionary of Painters (Volume 1)”. T. & W. Boone, 29 Bond Street, London; Digitized by Googlebooks (2006) from Oxford library. 293쪽. ISBN 9781130053838.
- Vincenzo Rizzo (1990). “DE MURA, Francesco”. 《TRECCANI》. Dizionario Biografico degli Italiani. 2016년 1월 11일에 원본 문서에서 보존된 문서. 2016년 1월 28일에 확인함.
- 쑤잉 (2015년 2월 23일). 《이성의 눈으로 명화와 마주하다》. 윤정로 옮김. 시그마북스. ISBN 9788984456648.
- RMN. “Francesco de Mura”. 《RMN》. 2016년 6월 7일에 확인함.[깨진 링크(과거 내용 찾기)]